# Ferdinand Brožek
Ferdinand Brožek (* 10. Dezember 1896; † 22. März 1943) war ein tschechoslowakischer Ruderer.

## Biografie
Ferdinand Brožek gehörte bei den Olympischen Sommerspielen 1920 in Antwerpen zur tschechoslowakischen Crew, die in der Achter-Regatta startete. Das Boot schied jedoch im Vorlauf aus. Bei den Europameisterschaften 1923 gewann er mit dem tschechoslowakischen Achter die Bronzemedaille.